# Olympische Zwischenspiele 1906/Teilnehmer (Dänemark)
| Gelbes Symbol für Goldmedaillen mit stilisierten Olympischen Ringen | Graues Symbol für Silbermedaillen mit stilisierten Olympischen Ringen | Braundes Symbol für Bronzemedaillen mit stilisierten Olympischen Ringen |
| ------------------------------------------------------------------- | --------------------------------------------------------------------- | ----------------------------------------------------------------------- |
| 3                                                                   | 2                                                                     | 1                                                                       |

Dänemark nahm an den Olympischen Zwischenspielen 1906 in Athen, Griechenland, mit 49 Sportlern teil. Dabei konnten die Athleten drei Gold-, zwei Silbermedaillen und eine Bronzemedaille gewinnen.

## Medaillengewinner

### Olympiasieger
| Name | Sportart | Wettkampf     |
| --- | -------- | ------------- |
| Aage Andersen Viggo Andersen (Torwart) Charles Buchwald Holger Frederiksen Hjalmar Heerup August Lindgren Oskar Nørland Parmo Perslev Peder Pedersen Henry Rambusch Stefan Rasmussen | Fußball  | Fußball       |
| Søren Jensen | Ringen   | Schwergewicht |
| Søren Jensen | Ringen   | Offene Klasse |

### Zweiter
| Name | Sportart | Wettkampf     |
| --- | -------- | ------------- |
| Carl Carlsen | Ringen   | Leichtgewicht |
| Carl Andersen Halvor Birch Harald Bukdahl Kaj Gnudtzmann Louis Larsen Jens Lorentzen Robert Madsen Carl Manicus-Hansen Knud Holm Erik Klem Harald Klem Oluf Olsson Hans Pedersen Kristian Pedersen Niels Petersen Viktor Rasmussen Marius Skram-Jensen Marius Thuesen | Turnen   | Riegenturnen  |

### Dritter
| Name         | Sportart | Wettkampf     |
| ------------ | -------- | ------------- |
| Carl Carlsen | Ringen   | Mittelgewicht |

## Teilnehmer nach Sportarten

### Fechten
- Magnus Jensen
Degen: Vorrunde
- Herbert Sander
Florett: Vorrunde
Säbel: Vorrunde
- Villiam Wilkenschildt
Florett: Vorrunde
Degen: Vorrunde

### Fußball
- Aage Andersen
Fußball:  Olympiasieger
- Viggo Andersen
Fußball:  Olympiasieger
- Charles Buchwald
Fußball:  Olympiasieger
- Holger Frederiksen
Fußball:  Olympiasieger
- Hjalmar Heerup
Fußball:  Olympiasieger
- August Lindgren
Fußball:  Olympiasieger
- Oskar Nørland
Fußball:  Olympiasieger
- Parmo Perslev
Fußball:  Olympiasieger
- Peder Pedersen
Fußball:  Olympiasieger
- Henry Rambusch
Fußball:  Olympiasieger
- Stefan Rasmussen
Fußball:  Olympiasieger

### Leichtathletik
- Otto Bock
100 m: Vorlauf
Hochsprung: k. A.
Weitsprung: 15.
- Valdemar Lorentzen
Marathon: DNF
- Niels Løw
Hochsprung: k. A.
Weitsprung: 22.
Standweitsprung: 27.
Dreisprung: 14.
- Aage Petersen
100 m: Vorrunde
400 m: Vorrunde
Hochsprung: k. A.
Weitsprung: 21.
Standweitsprung: 25.

### Radsport
- Carl Andresen
Straßenrennen Einzel: Siebter
20 km Bahnfahren mit Schrittmacher: DNF

### Ringen
- Robert Behrens
Mittelgewicht:  Dritter
- Carl Carlsen
Leichtgewicht:  Zweiter
- Søren Jensen
Schwergewicht:  Olympiasieger
Offene Klasse:  Olympiasieger

### Rudern
- Knud Bay
Zweier mit Steuermann (1000 m): k. A.
Vierer mit Steuermann (2000 m): Vierer
- Frederik Bielefeldt
Zweier mit Steuermann (1000 m): k. A.
Vierer mit Steuermann (2000 m): Vierer
- Hannibal Østergaard
Zweier mit Steuermann (1 Meile): Vierter
Vierer mit Steuermann (2000 m): Vierter
- Henning Rasmussen
Zweier mit Steuermann (1 Meile): Vierter
Vierer mit Steuermann (2000 m): Vierter
- Emanuel Saugman
Zweier mit Steuermann (1000 m): k. A.
Vierer mit Steuermann (2000 m): Vierer
- Harald Steinthal
Zweier mit Steuermann (1 Meile): Vierter

### Schwimmen
- Ludvig Dam
100 m Freistil: Vorlauf
- Hjalmar Saxtorph
400 m Freistil: DNF
1 Meile (1609 m) Freistil: Elfter

### Turnen
- Carl Andersen
Riegenturnen:  Zweiter
- Halvor Birch
Riegenturnen:  Zweiter
- Harald Bukdahl
Riegenturnen:  Zweiter
- Kaj Gnudtzmann
Riegenturnen:  Zweiter
- Louis Larsen
Riegenturnen:  Zweiter
- Jens Lorentzen
Riegenturnen:  Zweiter
- Robert Madsen
Riegenturnen:  Zweiter
- Carl Manicus-Hansen
Riegenturnen:  Zweiter
- Knud Holm
Riegenturnen:  Zweiter
- Erik Klem
Riegenturnen:  Zweiter
- Harald Klem
Riegenturnen:  Zweiter
- Oluf Olsson
Riegenturnen:  Zweiter
- Hans Pedersen
Riegenturnen:  Zweiter
- Kristian Pedersen
Riegenturnen:  Zweiter
- Niels Petersen
Riegenturnen:  Zweiter
- Viktor Rasmussen
Riegenturnen:  Zweiter
- Marius Skram-Jensen
Riegenturnen:  Zweiter
- Marius Thuesen
Riegenturnen:  Zweiter